# レクサス・CT
CT（シーティー、Lexus CT）は、トヨタ自動車が展開する高級車ブランド「レクサス」が販売していたハッチバック型の乗用車である。

## 概要
プレミアムコンパクトクラス初となる「ハイブリッド専用車」であり、走行性能と環境性能を両立させた「レクサスの新たな時代を切り拓くクルマ」を目指して開発が行われた。レクサスのラインアップ中、最もサイズが小さく価格設定も低めであり、同ブランドのエントリーモデルの役割を担う車種である。
エクステリアは、レクサスの統一デザインフィロソフィー「L-finesse」（エル・フィネス）に則り、低い車高、ロングルーフ、低重心な佇まい、ショルダーやタイヤの張り出し感を強調した造形などにより、空力性能と居住性を確保しつつ、スポーティなシルエットを表現した。特に、前傾させたリヤクォーターピラーによりリヤウィンドウをサイドまで回り込ませたデザインが特徴となる。2014年1月実施のマイナーチェンジでは、レクサスのブランドアイコンである「スピンドルグリル」を採用。2017年8月に2回目のマイナーチェンジを実施し、それぞれフロントデザインを中心に意匠の変更を実施している。
インテリアは、ディスプレイゾーンとオペレーションゾーンを分離したレイアウトとし、横方向への広がりを感じるインストルメントパネル構成にすると共に、運転操作にかかわるスイッチやシフトノブなどを運転席まわりに集約させることで操作性を高めるデザインを採用。インテリアカラーやオーナメントパネルに多彩な仕様を設定し、ユーザーの価値観や好みに合わせたパーソナルコーディネートを可能としている。
パッケージング面では、車高に合わせた低めのドライビングポジションによりスポーティさを訴求。前席足元スペースの拡大、後席足元のフラット化など前輪駆動のメリットを生かした居住空間を構築している。

## 型式 ZWA10型 (2011年1月-2022年11月）
パワートレインは1.8Lアトキンソンサイクルエンジン「2ZR-FXE」型とモーター「3JM」型、リダクションギヤを組み合わせたハイブリッドシステムを搭載。システム最高出力は100kW（136PS）を発生する。ハイブリッドシステム自体は、3代目「プリウス」と共通。ボディの軽量化や空力性能を追求し、2011年の発売当初はプレミアムコンパクトクラスでは群を抜く燃費性能34.0km/L（10.15モード走行燃費）を実現していた。トランスミッションも電気式無段変速機を流用するが、6段変速+パドルシフトを採用する点が異なる。
走行性能では、パフォーマンスダンパーを装着しボディ剛性を強化したほか、フロント：マクファーソンストラット、リヤ：ダブルウィッシュボーンの形式を採るサスペンションは新開発。パドルシフトやドライブモードセレクトを採用するとともに、エンジンフードやバックドアにアルミ素材を使用し軽量化を行い、走りと乗り心地の両立を図る。
「ドライブモードセレクト」は、ドライバーの状況や気分に合わせてノーマル、エコ、スポーツの3つの走行モードを選択できるシステム。スポーツモードを選択した際は、ハイブリッドシステムの駆動電圧が500Vから最大650Vまで昇圧して加速性能を最大限に引き出し、メーター表示がハイブリッドシステムインジケーターに替わりタコメーターが表示され、照明も「青」から「赤」に切り替わる。
衝撃吸収ボディ、高強度キャビンを採用し、新開発のむち打ち傷害軽減シートや合計8個のSRSエアバッグを採用。走行音の静かなハイブリッド車の接近を歩行者などに知らせる車両接近通報装置をレクサスとして初めて標準装備とし、衝突被害の軽減に寄与するミリ波レーダー方式のプリクラッシュセーフティシステムを全車にメーカーオプションで設定し、緊急ブレーキシグナルなどの安全装備を採用した。2017年8月に実施されたマイナーチェンジで、歩行者検知機能付衝突回避支援タイププリクラッシュセーフティシステム、レーンディパーチャーアラート、オートマチックハイビーム、ブレーキ制御付レーダークルーズコントロールからなる予防安全パッケージ「Lexus Safety System +」を全車に標準装備とし、安全性能を強化した。プリクラッシュセーフティシステムは、ミリ波レーダー+単眼カメラ方式に変更して昼間の歩行者検知機能を追加する。

### 年表
2010年3月1日
第80回ジュネーブモーターショーに、「CT200h」を出展すると発表。
同時に日本での発売は2011年初頭を予定していると発表した。
2010年9月14日
2010年パリモーターショーに、「CT200h」を出展すると発表。
2011年1月12日
「レクサスCT」として発売。
ラインアップは、1.8Lハイブリッドシステムを搭載する「CT200h」のみの設定。ベースモデルとなる「標準仕様」のほか、自動防眩ミラーやクルーズコントロールなどの装備を充実させた「version C」、LEDヘッドランプや専用フロントグリル、スポーツサスペンションなどを搭載したスポーティ仕様「F SPORT」、本革シートや運転席8Way調整式パワーシート（電動ランバーサポート付）などを装備したラグジュアリー仕様「version L」と、計4種の仕様を用意した。
ボディカラーは、新規開発色の「ファイアーアゲートマイカメタリック」、「フレアイエローマイカメタリック」に加え、「ホワイトパールクリスタルシャイン」「シルバーマイカメタリック」、「ブラック」、「ブラックオパールマイカ」、「レッドマイカクリスタルシャイン」、「エクシードブルーメタリック」、「シルバリーブルーメタリック」の全9色を設定。「F SPORT」は「ファイアーアゲートマイカメタリック」以外の8色から選択可能。
2011年8月
仕様変更。（公式発表なし）
ボディカラーに「マーキュリーグレーマイカ」を追加し、全10色（F SPORTは9色）となった。
2012年8月23日
一部改良。
サスペンション特性を変更し、乗り味の向上を図った。
ボディカラーは、「シルバーマイカメタリック」、「シルバリーブルーメタリック」を廃止し、新たに「プラチナムシルバーメタリック」と「F SPORT」専用色となる「ホワイトノーヴァガラスフレーク」を追加。
AC100V電源を1500Wまで使用でき、非常時に車両を発電機として活用できる「アクセサリーコンセント」をメーカーオプションとして設定。コンセントは、センターコンソールとラゲージルームに設置された。
フロントドアに撥水機能付スーパーUVカットガラスを全車に標準装備としたほか、助手席4Way調整式パワーシートを「version L」に標準装備とした（「F SPORT」には専用本革シートとセットでメーカーオプション設定）。
2012年9月21日
特別仕様車「Creative Textile Interior」を設定。（10月9日発売）
「version C」の装備品に加え、本革に近い風合いや手触りを追求した合成皮革「L tex（エルテックス）」を採用した専用シート（ステッチカラーはブルーかレッドを選択可）、ミディアムシルバーのオーナメントパネル（専用メタリックフィルム）、さらに専用17インチアルミホイール（ハイグロス塗装）、LEDヘッドランプ＋ヘッドランプレベリングシステム（オート）、雨滴感応式間欠フロントワイパー、サイドターンランプ・ヒーター付ドアミラー、運転席8Way調整式パワーシート（電動ランバーサポート付）＆助手席4Way調整式パワーシートを特別装備とした。
ボディカラーは「version C」に設定の9色に、専用色「スターライトブラックガラスフレーク」を加えた10色を設定。
2014年1月16日
マイナーチェンジ。
レクサスのデザインアイコンである「スピンドルグリル」を新採用。フロント/リアバンパー、16インチ/17インチアルミホイールのデザインをそれぞれ一新。バンパーデザインの変更に伴い、全長は30mm延長され4,350mmとなった。
ボディカラーには新規開発色の「マダーレッド」を追加し全11色に増やすとともに、洗車などによる小さなすり傷を自己修復する「セルフリストアリングコート」を新採用。
インテリアでは、シート表皮・内装色・オーナメントパネルの組み合わせパターンが約80通りに拡大。シート表皮は「version C」に「L tex」を採用した4色（モス、キャメル、ブラック、アイボリー）を新たに設定するとともに、「標準仕様」・「version C」のファブリックシートに「サンドゴールド」を、「本革シート」が標準設定の「version L」は「ウォーターホワイト」に替わり「トパーズブラウン」を追加。オーナメントパネルには縞杢（「version L」に標準設定、他の仕様はメーカーオプション）とブラックメタル（「version C」に標準設定）を追加設定した。
「F SPORT」は、専用デザインとなるメッシュタイプのスピンドルグリル、リヤバンパー（ロア専用塗装＋メッシュベゼル）大型のリヤスポイラーに加え、切削処理を施した17インチアルミホイールを採用。新たに「F SPORT」専用ブラックルーフを設定。「ブラックルーフ&ホワイトノーヴァガラスフレーク」、「ブラックルーフ&プラチナムシルバーメタリック」、「ブラックルーフ&マーキュリーグレーマイカ」、「ブラックルーフ&レッドマイカクリスタルシャイン」、「ブラックルーフ&マダーレッド」、「ブラックルーフ&フレアイエローマイカメタリック」、「ブラックルーフ&エクシードブルーメタリック」の7パターンを設定した（いずれもメーカーオプション）。インテリアは、ファブリックに「ダークローズ&ブラック」、「スレートグレー&ブラック」を、本革に「ダークローズ」を新採用した。
走行性能では吸・遮音材の改良により静粛性を向上。スポット溶接打点の追加とともに、ボディを面で結合し、たわみを抑える構造用接着剤などの生産技術を投入してボディ剛性を強化したことで、操舵時の車両応答性を高め、操縦安定性と乗り心地の向上を実現。さらに、フロントピラーやリヤコンビネーションランプに「エアロスタビライジングフィン」、エンジンアンダーカバーなどに整流フィンを追加したことで空力性能を高め、車両の安定性向上を図った。
装備面では、ナビゲーションやオーディオの情報をメーター内に表示する「4.2インチTFTカラーマルチインフォメーションディスプレイ」を新採用（「F SPORT」、「version L」に標準装備）。
標準装備のオーディオ用スピーカーに、天然の竹から抽出した植物由来オパールを世界で初めて使用した竹炭プラントオパール樹脂振動板を採用したほか、ナビゲーションシステムは、HDDタイプからSDカードを採用した改良型に変更。新たにDVD/Blu-rayデッキや映像端子を備えたことでナビゲーション機能の利便性を向上させた。フロントドアには紫外線を99%カットする効果に加え、赤外線を効率よく遮断する「撥水機能付スーパーUV・IRカットガラス」を採用し、「プラズマクラスター」は、従来型に比べてイオン発生数が約20倍となった高濃度タイプに更新し、全車に標準装備とした。
2015年1月8日
一部改良、同時に特別仕様車「F SPORT X Line」を発売。
G-Linkの新機能として、音声対話サービス・先読み情報案内サービス「エージェント」とアプリケーションソフトの追加が可能な「LEXUS Apps（レクサスアップス）」を新たに搭載したほか、ボディカラーには「ホワイトパールクリスタルシャイン」に替わり、新規開発色である「ソニッククォーツ」（「F SPORT」以外に設定）を新設定した。
特別仕様車「F SPORT X Line」はレクサスの日本開業10周年を記念して設定されたもので、「F SPORT」をベースとしている。
エクステリアでは専用スピンドルグリル・フロントフォグランプベゼル・専用リアバンパー下部にブラック塗装を施す他、メーカーオプションとして専用ブラック塗装のアルミホイールを設定。インテリアではブラック＆スカーレットのインテリアカラーをベースとし、トリム部にはレッド、シート部にはブラック/レッドのステッチカラーを採用。シート表皮は専用ファブリック/L texを採用し、レッドステッチを施した専用ディンプル本革ステアリングも特別装備とした。ボディカラーは「ホワイトノーヴァガラスフレーク」と「ブラック」の2色を設定。
2015年8月6日
一部改良。
エクステリアでは「F SPORT」のスピンドルグリル下端のロアモールをメッキ加飾付きに変更。ボディカラーでは「ブラックオパールマイカ」、「フレアイエローマイカメタリック」に替わり「グラファイトブラックガラスフレーク」と新規開発色の「ディープブルーマイカ」を新設定。「F SPORT」のみに設定される「ブラックルーフ」では「ブラックルーフ&フレアイエローマイカメタリック」に替わり「ブラックルーフ&ディープブルーマイカ」を新設した。
装備面では、G-Linkにエンジン再始動などを遠隔地から禁止することができるリモートイモビライザーと、離れた場所から携帯電話でドアロックなどの操作が行えるリモート操作を追加した。
2016年5月
仕様変更。（公式発表なし）
ボディカラーの設定を変更。「プラチナムシルバーメタリック」、「ファイアーアゲートマイカメタリック」、「エクシードブルーメタリック」に替わり「ソニックチタニウム」（全車に設定）、「アンバークリスタルシャイン」（「F SPORT」以外に設定）・「スパークリングメテオメタリック」（全車に設定）を追加。「F SPORT」のみに設定される「ブラックルーフ」では「ブラックルーフ&プラチナムシルバーメタリック」、「ブラックルーフ&エクシードブルーメタリック」に替わり「ブラックルーフ&ソニックチタニウム」、「ブラックルーフ&スパークリングメテオメタリック」を新設定した。
2016年8月25日
特別仕様車「Cool Touring Style」を発売。
「Version C」をベースに、LEDヘッドランプ（ロービーム/オートレベリング機構付）/LEDクリアランスランプ（デイライト機能付）＋LEDフロントフォグランプを装備し、フロントのスピンドルグリルのロアモールにメッキ加飾を、17インチアルミホイールに専用ハイグロス塗装をそれぞれ施した。内装はファブリックと「L tex」素材による2トーンシート（運転席・助手席ヒーター付）を採用し、シートカラーを「レッド＆ブラック（レッドステッチ）」、「スレートグレー＆ブラック（グレーステッチ）」の2色から選択可能とした。
ボディカラーは「Version C」と共通の10色に加え、専用設定の「ブラックルーフ&ソニッククォーツ」を含む5パターンのブラックルーフをメーカーオプション設定した。
2017年6月15日
マイナーチェンジを実施した「新型CT」のデザインを世界初公開。
内外装デザインの変更や、予防安全パッケージ「Lexus Safety System +」の採用が挙げられる。日本では同年秋頃の発売予定とアナウンスされた。
2017年8月24日
マイナーチェンジ。
バンパー（フロント・リア共）、ヘッドランプ、リアコンビネーションランプのデザインを変更。スピンドルグリルは、緻密なスピンドル形状の造形が縦方向に少しずつ変化する新意匠のグリルメッシュを採用するとともに、高輝度の金属調にペイントが施されたほか、「F SPORT」は、新しいFメッシュパターンが採用された。ヘッドランプは、アローヘッド形状のクリアランスランプを上部に配置するデザインに変更。さらに新意匠の切削光輝処理を施し、ダークメタリックとの2トーンカラーを施した16インチアルミホイールを「version C」に標準、「version L」にメーカーオプション設定とした。バンパーデザインの変更に伴い、全長は5mm延長され4,355mmとなった。
ボディカラーには「F SPORT」専用色である「ラヴァオレンジクリスタルシャイン」と「ヒートブルーコントラストレイヤリング（メーカーオプション）」を追加し全13色を設定した。「F SPORT」のみに設定される「ブラックルーフ」では「ブラックルーフ&ディープブルーマイカ」に替わり「ブラックルーフ&ラヴァオレンジクリスタルシャイン」、「ブラックルーフ&ヒートブルーコントラストレイヤリング」を追加し全8パターンから選択可能とした。
インテリアでは、ナビディスプレイを10.3インチに拡大。オーナメントパネルには「サンフレアブラウン」及び「バンブー」（マットフィニッシュ／ナチュラルブラウン）をversion Lに標準設定、「標準仕様」・「version C」・「F SPORT」に「バンブー」をメーカーオプション設定としたほか、「F SPORT」専用として「本アルミ（名栗調仕上げ/シルバー）」がメーカーオプション設定となった。内装色は、シート表皮とオーナメントパネルの一体感を感じさせる2トーンカラーを採用し、合わせてカラーラインアップを刷新した。
安全装備では、予防安全パッケージ「Lexus Safety System +」を全車に標準装備とした。
2018年8月23日
特別仕様車「Black Sequence」を発売。
「Black Sequence」は、2018年3月末時点においてレクサスブランドの日本国内累計販売台数が50万台を達成したことを記念した特別仕様車で、「version C」をベースとしている。
エクステリアでは、ベースモデルではメーカーオプション設定となる215/45R17タイヤ＆アルミホイールを特別装備。ホイールには専用ブラック塗装とブラックナットを採用。ドアミラーは広角・自動防眩・リバース連動チルトダウン・メモリー・ヒーターを備えたオート電動格納式にグレードアップされた。ボディカラーは、「ソニッククォーツ」、「ソニックチタニウム」、「グラファイトブラックガラスフレーク」、「レッドマイカクリスタルシャイン」、「ディープブルーマイカ」の5色に加え、「Black Sequence」専用のツートーン仕様として、「ソニックチタニウムルーフ&グラファイトブラックガラスフレーク」、「マーキュリーグレーマイカルーフ&レッドマイカクリスタルシャイン」、「ソニックチタニウムルーフ&ソニッククォーツ」の3種類を特別設定。
専用インテリアカラーとして「ブラック/ダークローズ･レッドステッチ」、「ブラック/ブルー･ブルーステッチ」、「ブラック/ホワイト･ホワイトステッチ」の3種を設定。
サスペンションは「F SPORT」と同様の専用スポーツチューニングが施されたほか、クリアランスソナー＆バックソナーを特別装備とした。
2020年8月20日
一部改良。
パーキングサポートブレーキ（静止物）を全車に標準装備された。
ボディカラーは「スパークリングメテオメタリック」、標準仕様・「version C」・「version L」専用色の「アンバークリスタルシャイン」、「F SPORT」専用色の「ラヴァオレンジクリスタルシャイン」に替わり、全車共通色の「ブレージングカーネリアンコントラストレイヤリング（メーカーオプション）」、「テレーンカーキマイカメタリック」、「セレスティアルブルーガラスフレーク」の3色が追加された。
今回の一部改良でWLTCモード走行による燃料消費率及び排出ガスに対応し、「平成30年排出ガス基準75%低減レベル（☆☆☆☆☆）」認定を取得。燃料消費率がWLTCモード走行へ移行したことに伴い、標準仕様・「F SPORT」・「version L」は「2020年度燃費基準+20%」達成、「version C」は「2020年度燃費基準+10%」達成となった（ただし、車両重量の増減の関係で、「version C」はムーンルーフの装着又は17インチタイヤを選択した場合「2020年度燃費基準+20%」達成に格上げ、「version L」は16インチタイヤを選択した場合「2020年度燃費基準+10%」達成に格下げされる）。
2022年3月3日
特別仕様車「Cherished Touring」を発売。
「version C」をベースに、外観はスピンドルグリルとベゼル類（フロントフォグランプ・リアバンパー）に専用のシルバー塗装を施した。内装は専用設定色のクリムゾン&ブラックを採用し、シート・ドアトリム・メーターフード・ステアリング・フロントセンターコンソールボックス・ニーパッドにクリムゾンのステッチが施された。そのほか、オート電動格納式ドアミラー（広角・自動防眩・リバース連動チルトダウン・メモリー・ヒーター付）や雨滴感知式オートフロントワイパーが装備され、シート（運転席・助手席）とステアリングにはヒーターが内蔵された。ボディカラーはソニックチタニウムのルーフ色を採用した特別設定の2トーンを含む全6色が設定される。
特別仕様車の発表と同時に2022年10月をもって生産を終了すると発表した。
2022年11月30日
販売終了、並びにレクサスの公式ホームページへの掲載も終了した。今後の後継車は2024年に発売を開始したコンパクトCUVのLBXが受け皿となる。

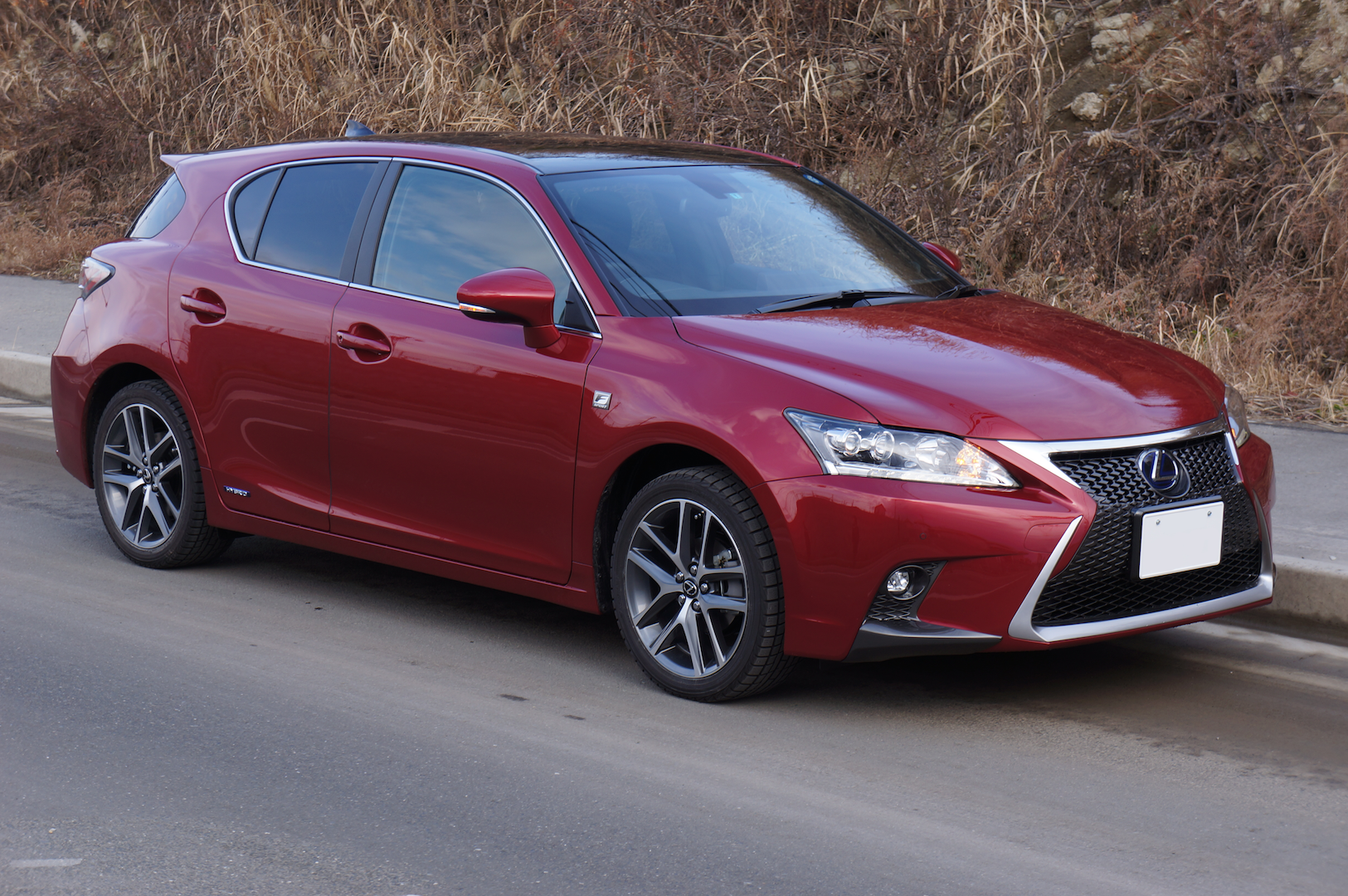
2014年1月改良型 F SPORT フロント
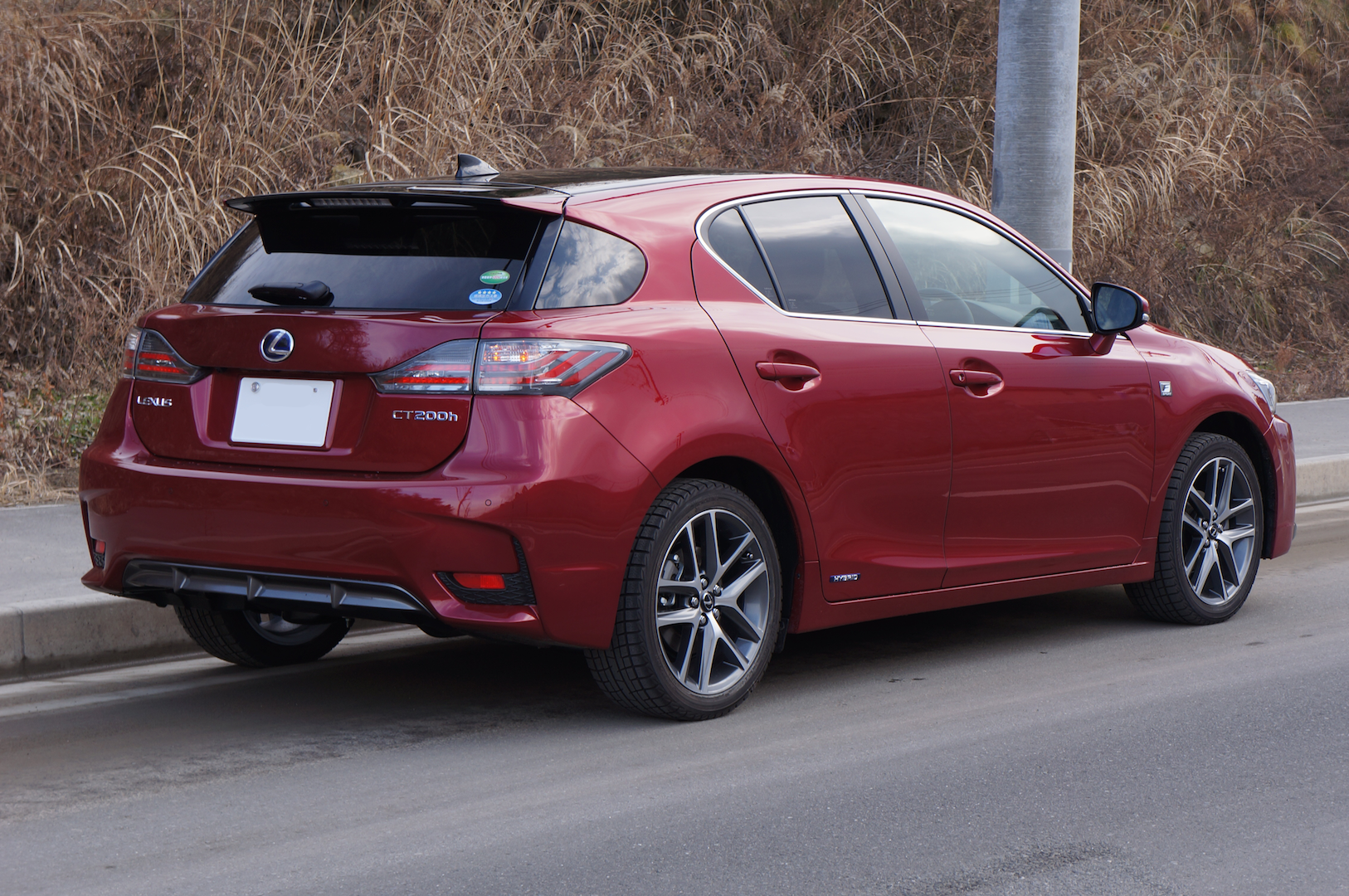
2014年1月改良型 F SPORTリア
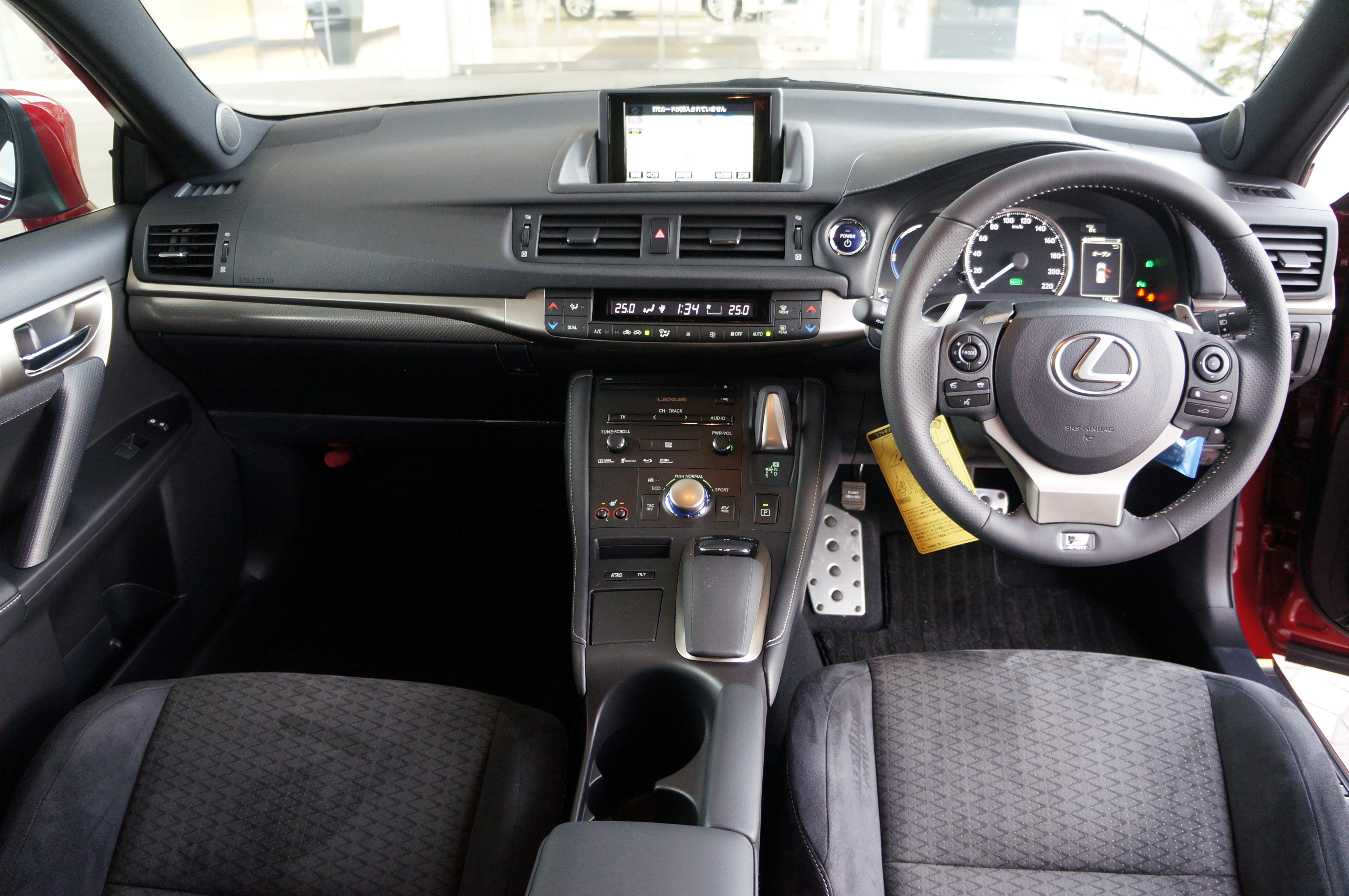
2014年1月改良型 F SPORT インテリア
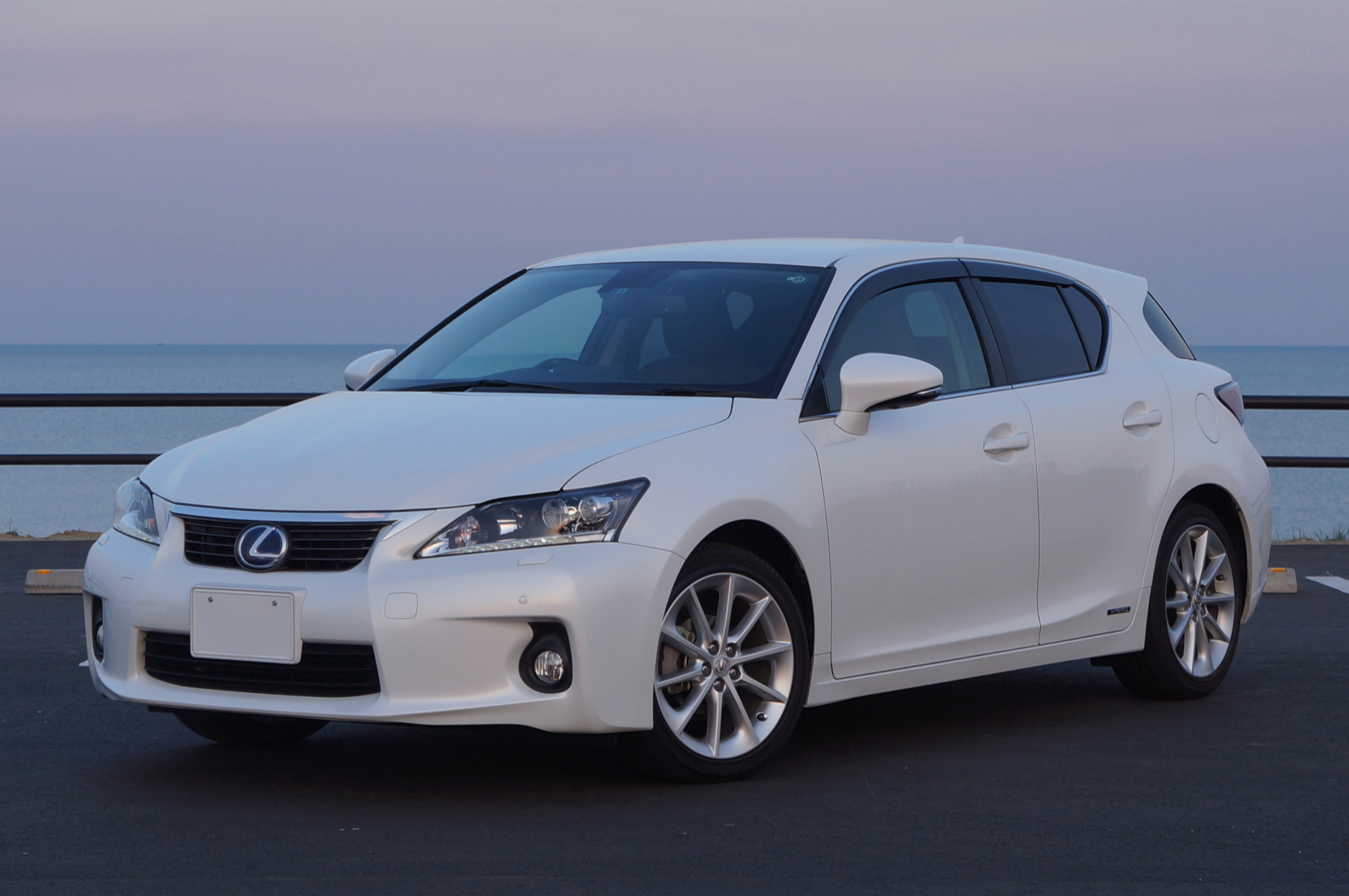
2011年1月発売型 フロント
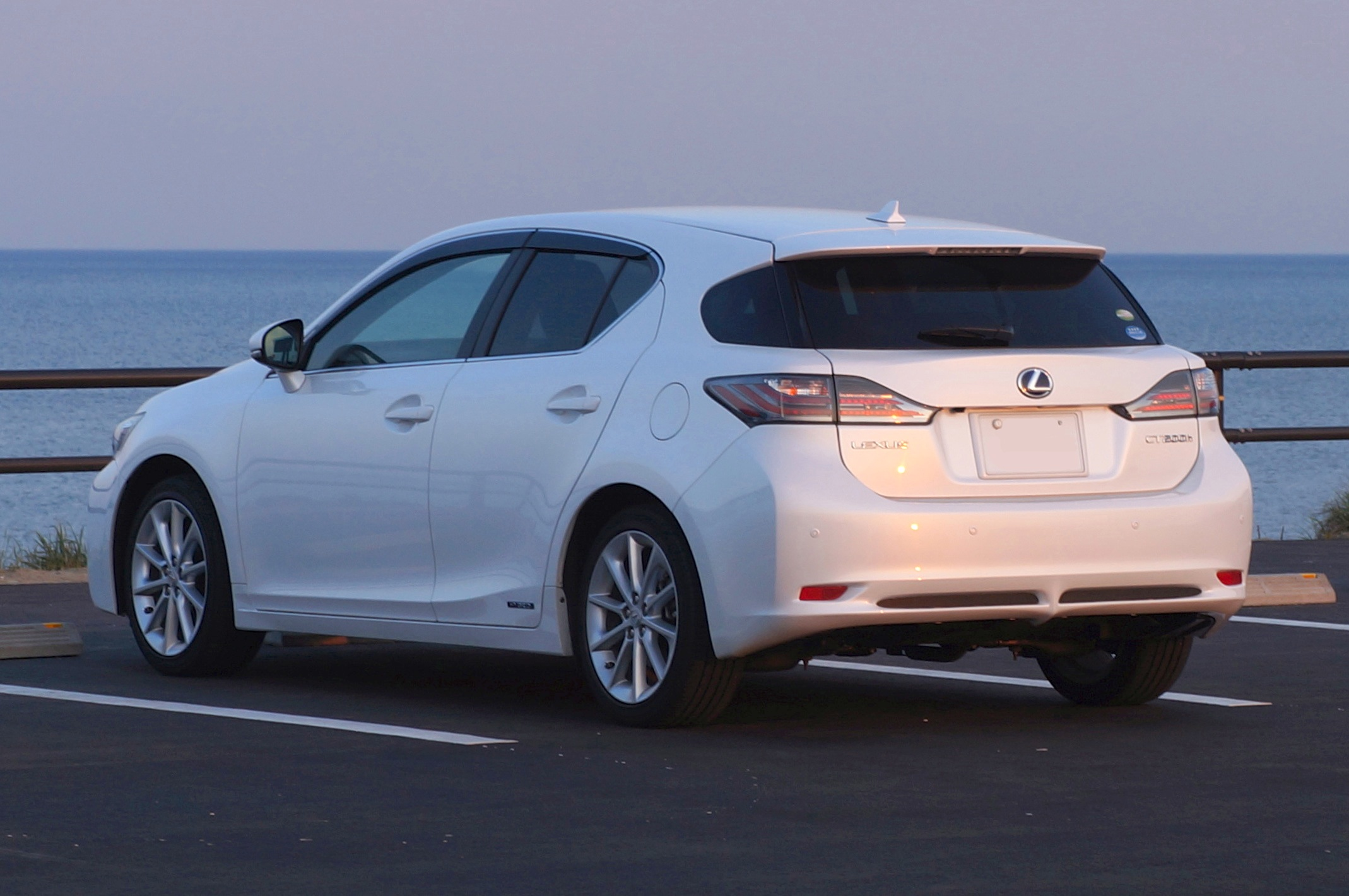
2011年1月発売型 リア
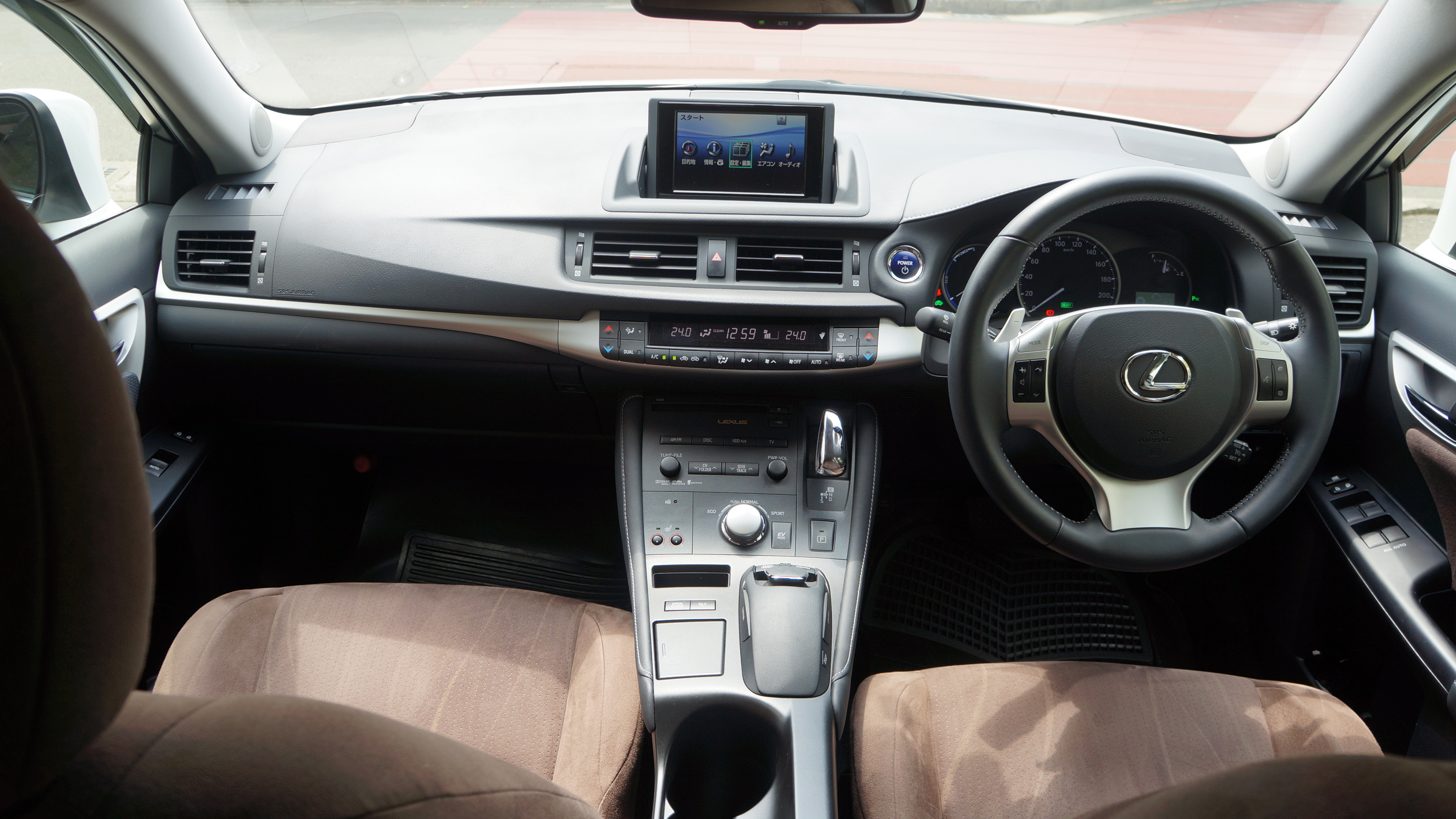
2011年1月発売型 インテリア
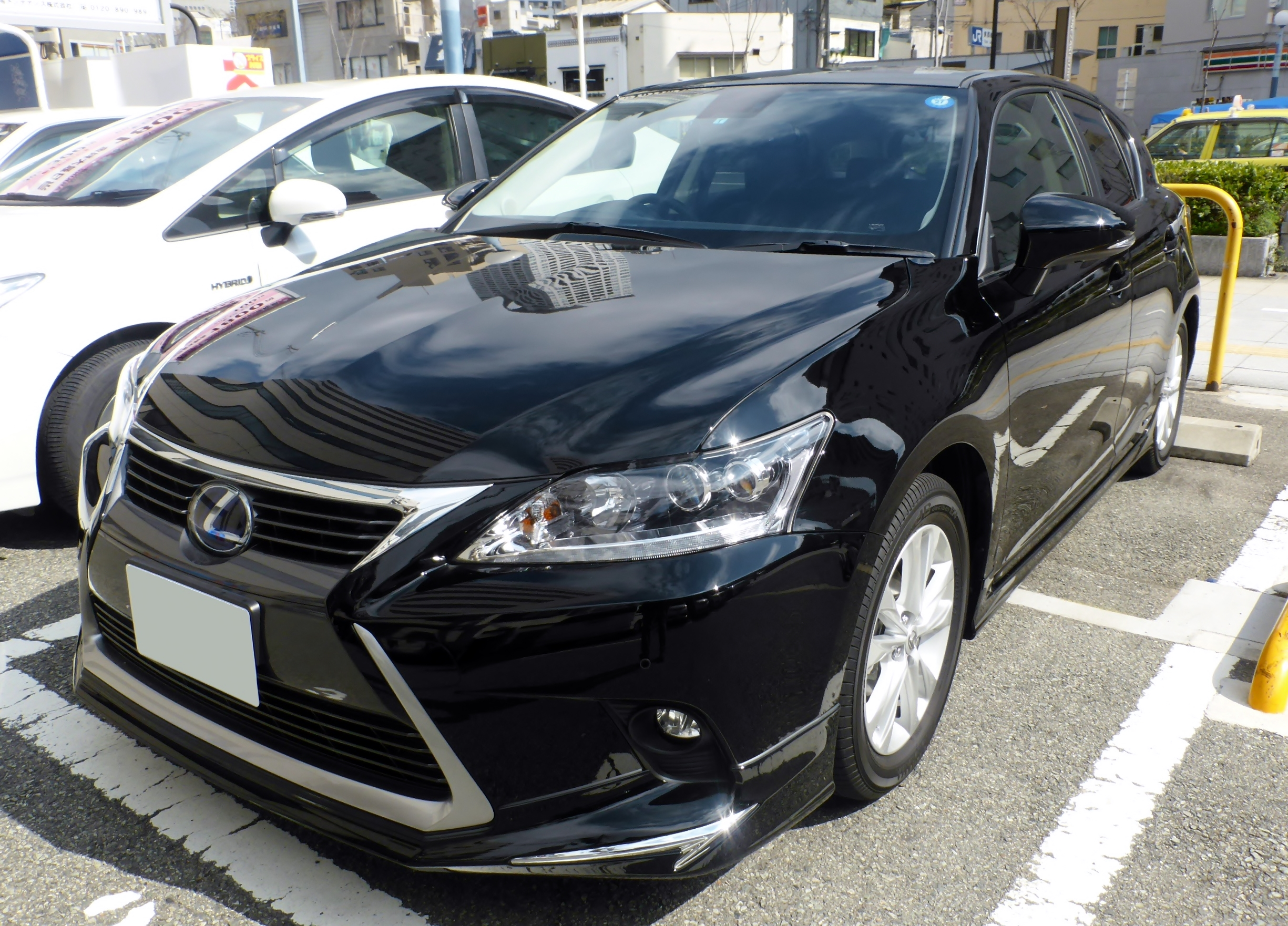
2014年改良型 バージョンC

## モータースポーツ
ニュルブルクリンクでの開発を目的に、2011年のVLN（ニュル耐久シリーズ）第3戦及び第5戦にGAZOO Racingより参戦。ドライバーは影山正彦/高木実/佐藤久実。安定感と低燃費を活かして第3戦は決勝で83ポジションを上げて総合108位（クラス2位）、第5戦は39ポジション上げて総合106位（クラス2位）で完走した。

## 車名の由来
車名の「CT」は「Creative Touring vehicle」の頭文字に由来。「200h」は2.0Lガソリンエンジン並の動力性能を有するハイブリッド車（「h」はハイブリッドの頭文字）であることを表す。